# كريس إيتكن
كريس إيتكن (بالإنجليزية: Chris Aitken)‏ هو لاعب كرة قدم بريطاني، ولد في 21 سبتمبر 1979 في غلاسكو في المملكة المتحدة. لعب مع نادي آير يونايتد ونادي غرينوك مورتون وهاميلتون أكاديميكال.

## وصلات خارجية
- كريس إيتكن على موقع قاعدة بيانات كرة القدم.إي يو (الإنجليزية)
- كريس إيتكن على موقع Soccerbase.com (لاعب) (الإنجليزية)